# 学校法人新潟科学技術学園
学校法人新潟科学技術学園（がっこうほうじんにいがたぎじゅつかがくがくえん）とは、新潟県新潟市秋葉区にある学校法人。

## 沿革
- 1967年　学校法人新潟技術学園を設置
- 1968年　北都工業短期大学を設置
- 1971年　新潟医療技術専門学校を設置
- 1977年　新潟薬科大学を設置
- 1982年　北都工業短期大学を新潟工業短期大学に改称
- 1992年　学校法人新潟技術学園を学校法人新潟科学技術学園に改称
- 2006年　主たる事務局を新潟薬科大学新津キャンパス内へ移転。

## 設置学校
- 新潟薬科大学
- 新潟工業短期大学
- 新潟薬科大学付属医療技術専門学校（旧、新潟医療技術専門学校）